# 島津登
島津 登（しまづ のぼる、生没年不詳）は、幕末の薩摩藩家老。諱は久包。島津久籌の父。

## 略歴
島津斉彬に仕えて琉球大砲船造船掛となり、安政元年（1854年）に昇平丸を完成させた。島津忠義の代に家老となり、戊辰戦争では秋田にまで転戦した。